# Minolta SR

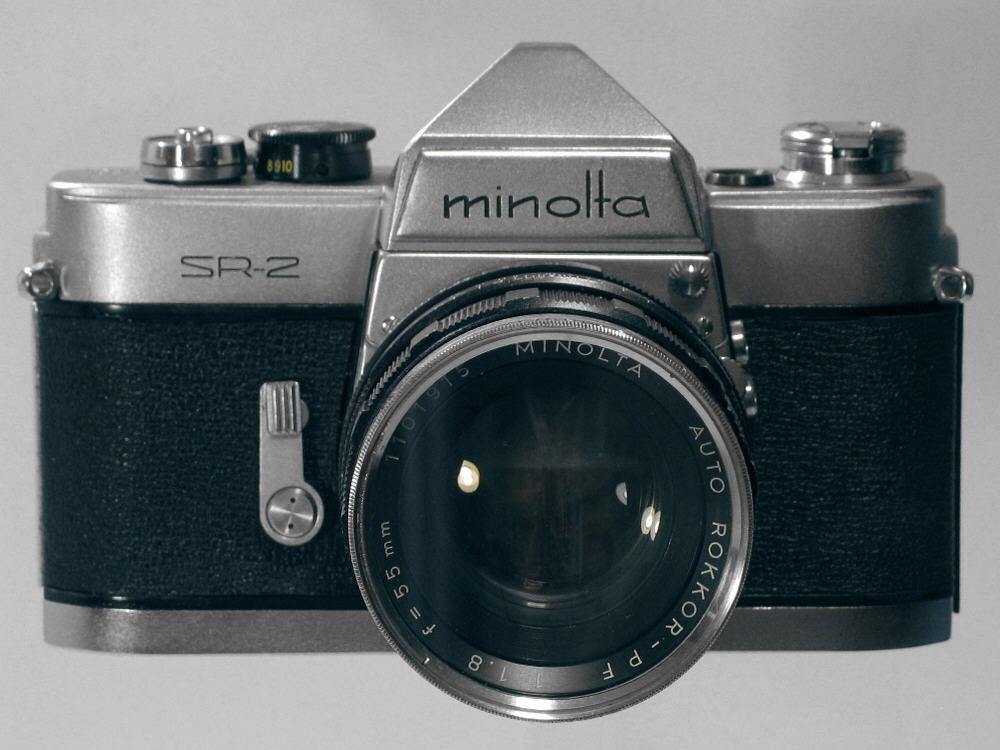
Minolta SR-2

Minolta SR — семейство малоформатных однообъективных зеркальных фотоаппаратов, выпускавшихся японской компанией Minolta с 1958 года. Фотоаппараты этой серии стали первыми 35-мм зеркальными камерами «Minolta».
Первым фотоаппаратом семейства SR стала Minolta SR-2. Серия SR оказалась очень успешной, благодаря применению в ней целого ряда технологических новинок, использованных раньше, чем в более известных лидерах фотоаппаратостроения Nikon F и Canonflex. В частности модель SR-2 стала одной из первых в мире, оснащённых зеркалом постоянного визирования и механизмом полуавтоматической прыгающей диафрагмы, а SR-7 первым из зеркальных фотоаппаратов получил встроенный сопряжённый экспонометр с фоторезистором вместо устаревшего селенового фотоэлемента.

## Фотокамеры Minolta, серия SR
- Minolta SR-1 (1959—1971)
- Minolta SR-2 (1958—1960)
- Minolta SR-3 (1960—1962)
- Minolta SR-7 (1962—1966)